# Angela Gomez
Angela Gomez Duran (sinh ngày 4 tháng 3 năm 1988 tại Santander, Cantabria, Tây Ban Nha) là một người mẫu, diễn viên và nữ hoàng sắc đẹp. Cô cao 1m75.
Cô được Tổ chức Hoa hậu Tây Ban Nha chỉ định là Hoa hậu Trái Đất Tây Ban Nha 2007 và đại diện cho quốc gia này tại Hoa hậu Trái Đất 2007. Tại đây cô đã đoạt vương miện Hoa hậu Lửa (tương đương Á hậu 3). Người chiến thắng năm đó là Jessica Trisko đến từ Canada.

## Dự án môi trường
" Dự án của tôi dựa trên thiên nhiên và thời thơ ấu. Trẻ em sẽ được thừa hưởng trách nhiệm chăm sóc Trái Đất, và đó là lý do mà trẻ em phải luôn phát triển khi tiếp xúc; vì vậy chúng có thể học cách yêu thương và tôn trọng thiên nhiên. Chúng ta phải mang thiên nhiên đến trường học và điều rất quan trọng là sử dụng các hoạt động thử nghiệm, xây dựng và quan sát thiên nhiên bởi vì bằng cách này, trẻ em có thể tìm hiểu về thiên nhiên và làm thế nào có thể nếu chúng bắt đầu chăm sóc thiên nhiên. điều này rất quan trọng vì tương lai của trẻ em cũng là tương lai của tự nhiên và ngược lại . "